# Kuzuko
O kuzuko (葛粉) é um pó de amido feito a partir da raíz da planta kudzu.
Ele é tradicionalmente usado na culinária do Japão e da China para engrossar molhos e fazer vários tipos de sobremesa.

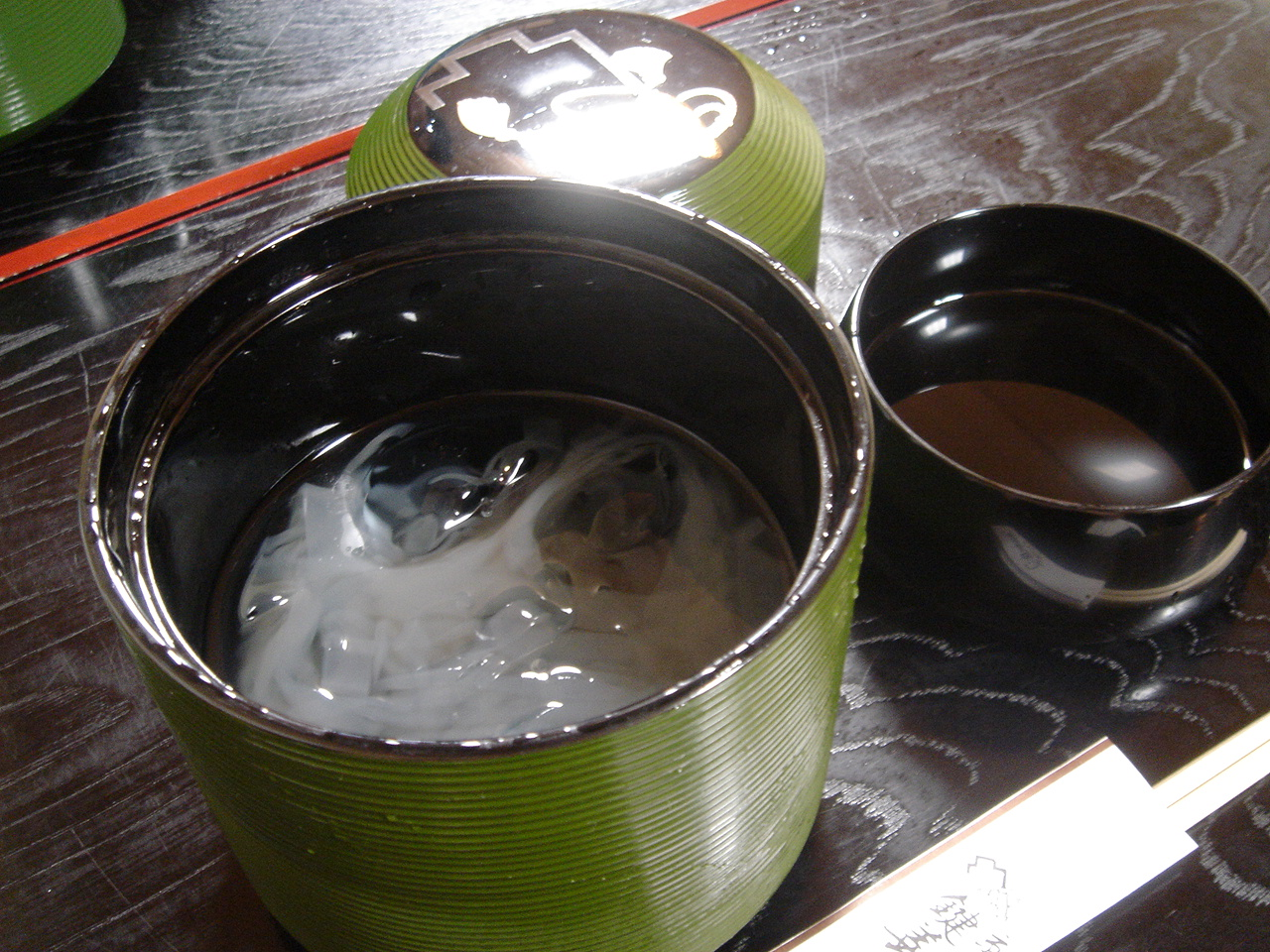
Kuzu-kiri e kuromitsu em Kyoto

Exemplos de pratos em que é usado o kuzuko: 
- ankake (líquido engrossado com kuzuko)
- goma-dofu (pudim de kuzuko com pasta de gergelim)

Exemplos de wagashi (sobremesas japonesas) com kuzuko:
- kuzu-kiri (bolo claro de kuzuko cozido cortado em tiras parecidas com macarrão e comido com kuromitsu)
- kuzu-zakura (também conhecido como kuzu-dama, um bolo de pasta de feijão coberto com kuzuko)
- Mizu manju (o anko é revestido com uma pasta translúcida de kuzuko que é, então, deixada repousar até ficar com uma consistência gelatinosa).